# Cliffortia alata
Cliffortia alata är en rosväxtart som beskrevs av Nicholas Edward Brown. Cliffortia alata ingår i släktet Cliffortia och familjen rosväxter. Inga underarter finns listade i Catalogue of Life.